# Élections législatives de 2024 dans les Côtes-d'Armor
Les élections législatives françaises de 2024 se dérouleront les 30 juin et 7 juillet 2024. Dans les Côtes-d'Armor, cinq députés sont à élire dans le cadre de cinq circonscriptions, à la suite de la dissolution de l'Assemblée nationale par Emmanuel Macron.
Le choix de cette dissolution est pris après la défaite de la liste Renaissance aux élections européennes qui ont eu lieu le 9 juin 2024.

## Contexte
| Circonscription | RN      | ENS     | PS - PP | LFI    | LR     |
| --------------- | ------- | ------- | ------- | ------ | ------ |
| Circonscription |         |         |         |        |        |
| 1re             | 25,1 %  | 16,99 % | 20,08 % | 7,87 % | 6,37 % |
| 2e              | 28,8 %  | 17,59 % | 16,5 %  | 5,64 % | 7,64 % |
| 3e              | 32,96 % | 16,01 % | 13,99 % | 5,03 % | 9,57 % |
| 4e              | 31,09 % | 13,28 % | 16,3 %  | 6,99 % | 5,38 % |
| 5e              | 24,55 % | 17,34 % | 20,33 % | 6,62 % | 6,56 % |

## Système électoral
Les élections législatives ont lieu au scrutin uninominal majoritaire à deux tours dans des circonscriptions uninominales.
Est élu au premier tour le candidat qui réunit la majorité absolue des suffrages exprimés et un nombre de voix au moins égal au quart des électeurs inscrits dans la circonscription, soit 25 %. Si aucun des candidats ne satisfait ces conditions, un second tour est organisé entre les candidats ayant réuni un nombre de voix au moins égal à un huitième des inscrits, soit 12,5 %. Les deux candidats arrivés en tête du 1er tour se maintiennent néanmoins par défaut si un seul ou aucun d'entre eux n'a atteint ce seuil. Au second tour, le candidat arrivé en tête est déclaré élu,.
Le seuil de qualification basé sur un pourcentage du total des inscrits et non des suffrages exprimés rend plus difficile l'accès au second tour lorsque l'abstention est élevée. Le système permet en revanche l'accès au second tour de plus de deux candidats si plusieurs d'entre eux franchissent le seuil de 12,5 % des inscrits. Les candidats en lice au second tour peuvent ainsi être trois, un cas de figure appelé « triangulaire ». Les second tours où s'affrontent quatre candidats, appelés « quadrangulaire » sont également possibles, mais beaucoup plus rares,.

### Partis et nuances
Les résultats des élections sont publiés en France par le ministère de l'Intérieur, qui classe les partis en leur attribuant des nuances politiques. Ces dernières sont décidées par les préfets, qui les attribuent indifféremment de l'étiquette politique déclarée par les candidats, qui peut être celle d'un parti ou une candidature sans étiquette.
Seuls le Parti communiste français (COM), La France insoumise (FI), le Parti socialiste (SOC), le Parti radical de gauche (RDG), Les Écologistes (VEC), Renaissance (RE), le Mouvement démocrate (MDM), Horizons (HOR), l'Union des démocrates et indépendants (UDI), Les Républicains (LR), le Rassemblement national (RN) et Reconquête (REC) se voient attribuer en 2024 des nuances propres. Les coalitions Ensemble et Nouveau front populaire, ainsi que les candidats de l'alliance LR-Ciotti-RN, en bénéficient également indirectement, les nuances Ensemble ! (Majorité présidentielle) (ENS), Union de la gauche (UG) et Union de l'extrême-droite (UXD) étant attribuables aux candidats bénéficiant respectivement du soutien de deux partis du centre, de deux partis de gauche ou de deux partis d'extrême-droite,.
Tous les autres partis se voient attribuer l'une ou l'autre des nuances suivantes : EXG (extrême gauche), DVG (divers gauche), ECO (écologiste), REG (régionaliste), DVC (divers centre), DVD (divers droite), DSV (droite souverainiste) et EXD (extrême droite). Des partis comme Debout la France ou Lutte ouvrière ne disposent ainsi pas de nuances propres, et leurs résultats nationaux ne sont pas publiés séparément par le ministère, car mélangés avec d'autres partis (respectivement dans les nuances DSV et EXG).

## Élus
| Circonscription                                 | Député sortant                               | Parti | Parti | Groupe | Député élu ou réélu | Parti | Parti | Groupe |
| ----------------------------------------------- | -------------------------------------------- | ----- | ----- | ------ | ------------------- | ----- | ----- | ------ |
| 1re                                             | Mickaël Cosson                               |       | MoDem | DEM    | Mickaël Cosson      |       | MoDem | DEM    |
| 2e                                              | Chantal Bouloux suppléante de Hervé Berville |       | RE    | RE     | Hervé Berville      |       | RE    | EPR    |
| 3e                                              | Marc Le Fur*                                 |       | LR    | LR     | Corentin Le Fur     |       | LR    | DR     |
| 4e                                              | Murielle Lepvraud                            |       | LFI   | LFI    | Murielle Lepvraud   |       | LFI   | LFI    |
| 5e                                              | Éric Bothorel                                |       | RE    | RE     | Éric Bothorel       |       | RE    | EPR    |
| * député sortant ne se représentant pas en 2024 |                                              |       |       |        |                     |       |       |        |

## Résultats

### Taux de participation
| Taux de participation | 1er tour | 1er tour | 1er tour   | 2d tour | 2d tour | 2d tour    | Différence entre les deux tours |
| Taux de participation | En 2022  | En 2024  | Différence | En 2022 | En 2024 | Différence | Différence entre les deux tours |
| --------------------- | -------- | -------- | ---------- | ------- | ------- | ---------- | ------------------------------- |
| À midi                | 19,72 %  | 24,01 %  | 3,35       | 17,23 % | 27,27 % | 10,04      | 3,26                            |
| À 17 heures           | 45,04 %  | 64,81 %  | 19,77      | 42,66 % | 65,13 % | 22,47      | 0,32                            |
| Final                 | 55,32 %  | 74,36 %  | 19,04      | 54,78 % | 74,09 % | 19,31      | 0,27                            |

### Résultats à l'échelle du département

#### Résultats par coalition
| Parti                                       | Parti                                       | Parti                       | Premier tour | Premier tour | Premier tour | Second tour   | Second tour   | Second tour | Total Sièges  | +/-           |
| Parti                                       | Parti                                       | Parti                       | Voix         | %            | Sièges       | Voix          | %             | Sièges      | Total Sièges  | +/-           |
| ------------------------------------------- | ------------------------------------------- | --------------------------- | ------------ | ------------ | ------------ | ------------- | ------------- | ----------- | ------------- | ------------- |
|                                             |                                             | Renaissance (RE)            | 81 891       | 23,96        | 0            | 79 582        | 24,03         | 2           | 2             | en stagnation |
|                                             | Mouvement démocrate (MoDem)                 | 21 614                      | 6,32         | 0            | 27 186       | 8,21          | 1             | 1           | en stagnation |               |
| Total Ensemble pour la République (ENS)     | Total Ensemble pour la République (ENS)     | 103 505                     | 30,29        | 0            | 106 768      | 32,24         | 3             | 3           | en stagnation |               |
|                                             | Rassemblement national (RN)                 | Rassemblement national (RN) | 101 308      | 29,64        | 0            | 110 363       | 33,32         | 0           | 0             | en stagnation |
|                                             |                                             | La France insoumise (LFI)   | 61 610       | 18,03        | 0            | 72 464        | 21,88         | 1           | 1             | en stagnation |
|                                             | Les Écologistes (LÉ)                        | 19 685                      | 5,76         | 0            | Retrait      | Retrait       | Retrait       | 0           | en stagnation |               |
|                                             | Parti socialiste (PS)                       | 14 717                      | 4,31         | 0            | Retrait      | Retrait       | Retrait       | 0           | en stagnation |               |
| Total Nouveau Front populaire (NFP)         | Total Nouveau Front populaire (NFP)         | 96 012                      | 28,09        | 0            | 72 464       | 21,88         | 1             | 1           | en stagnation |               |
|                                             |                                             | Les Républicains (LR)       | 24 155       | 7,07         | 0            | 41 619        | 12,57         | 1           | 1             | en stagnation |
|                                             | Sans étiquette                              | 5 946                       | 1,74         | 0            |              |               |               | 0           | Nv            |               |
| Total Union de la droite et du centre (UDC) | Total Union de la droite et du centre (UDC) | 30 101                      | 8,81         | 0            | 41 619       | 12,57         | 1             | 1           | en stagnation |               |
|                                             | Lutte ouvrière (LO)                         | Lutte ouvrière (LO)         | 5 216        | 1,53         | 0            |               |               |             | 0             | en stagnation |
|                                             |                                             | Parti breton (PB)           | 1 858        | 0,54         | 0            | 0             | en stagnation |             |               |               |
| Total Pays unis (PU)                        | Total Pays unis (PU)                        | 1 858                       | 0,54         | 0            | 0            | en stagnation |               |             |               |               |
|                                             |                                             | L'Écologie autrement (LÉA)  | 1 806        | 0,53         | 0            | 0             | Nv            |             |               |               |
| Total Le Rassemblement (RAS)                | Total Le Rassemblement (RAS)                | 1 806                       | 0,53         | 0            | 0            | en stagnation |               |             |               |               |
|                                             | Reconquête (REC)                            | Reconquête (REC)            | 854          | 0,25         | 0            | 0             | en stagnation |             |               |               |
|                                             | Parti des travailleurs (PT)                 | Parti des travailleurs (PT) | 488          | 0,14         | 0            | 0             | en stagnation |             |               |               |
|                                             | Sans étiquette (SE)                         | Sans étiquette (SE)         | 604          | 0,18         | 0            | 0             | en stagnation |             |               |               |
|                                             |                                             |                             |              |              |              |               |               |             |               |               |
| Votes valides                               | Votes valides                               | Votes valides               | 341 752      | 97,26        |              | 331 214       | 94,33         |             |               |               |
| Votes blancs                                | Votes blancs                                | Votes blancs                | 6 120        | 1,74         | 13 950       | 3,97          |               |             |               |               |
| Votes nuls                                  | Votes nuls                                  | Votes nuls                  | 3 520        | 1,00         | 5 955        | 1,70          |               |             |               |               |
| Total                                       | Total                                       | Total                       | 351 392      | 100          | 0            | 351 119       | 100           | 5           | 5             | en stagnation |
| Abstentions                                 | Abstentions                                 | Abstentions                 | 122 512      | 25,85        |              | 122 791       | 25,91         |             |               |               |
| Inscrits/Participation                      | Inscrits/Participation                      | Inscrits/Participation      | 473 904      | 74,15        | 473 910      | 74,09         |               |             |               |               |

#### Résultats par nuance
| Nuance                 | Nuance                 | Nuance                 | Premier tour | Premier tour | Premier tour | Second tour | Second tour   | Second tour | Total Sièges | +/-           |  |
| Nuance                 | Nuance                 | Nuance                 | Voix         | %            | Sièges       | Voix        | %             | Sièges      | Total Sièges | +/-           |  |
| ---------------------- | ---------------------- | ---------------------- | ------------ | ------------ | ------------ | ----------- | ------------- | ----------- | ------------ | ------------- |  |
|                        | Ensemble !             | ENS                    | 103 505      | 30,29        | 0            | 106 768     | 32,24         | 3           | 3            | en stagnation |  |
|                        | Rassemblement national | RN                     | 101 308      | 29,64        | 0            | 110 363     | 33,32         | 0           | 0            | en stagnation |  |
|                        | Union de la gauche     | UG                     | 96 012       | 28,09        | 0            | 72 464      | 21,88         | 1           | 1            | en stagnation |  |
|                        | Les Républicains       | LR                     | 24 155       | 7,07         | 0            | 41 619      | 12,57         | 1           | 1            | en stagnation |  |
|                        | Divers droite          | DVD                    | 5 946        | 1,74         | 0            |             |               |             | 0            | en stagnation |  |
|                        | Extrême gauche         | EXG                    | 5 704        | 1,67         | 0            | 0           | en stagnation |             |              |               |  |
|                        | Écologistes            | ECO                    | 1 806        | 0,53         | 0            | 0           | en stagnation |             |              |               |  |
|                        | Régionalistes          | REG                    | 1 484        | 0,43         | 0            | 0           | en stagnation |             |              |               |  |
|                        | Reconquête             | REC                    | 854          | 0,25         | 0            | 0           | en stagnation |             |              |               |  |
|                        | Divers centre          | DVC                    | 552          | 0,16         | 0            | 0           | en stagnation |             |              |               |  |
|                        | Divers                 | DIV                    | 426          | 0,12         | 0            | 0           | en stagnation |             |              |               |  |
|                        |                        |                        |              |              |              |             |               |             |              |               |  |
| Votes valides          | Votes valides          | Votes valides          | 341 752      | 97,26        |              | 331 214     | 94,33         |             |              |               |  |
| Votes blancs           | Votes blancs           | Votes blancs           | 6 120        | 1,74         | 13 950       | 3,97        |               |             |              |               |  |
| Votes nuls             | Votes nuls             | Votes nuls             | 3 520        | 1,00         | 5 955        | 1,70        |               |             |              |               |  |
| Total                  | Total                  | Total                  | 351 392      | 100          | 0            | 351 119     | 100           | 5           | 5            | en stagnation |  |
| Abstentions            | Abstentions            | Abstentions            | 122 512      | 25,85        |              | 122 791     | 25,91         |             |              |               |  |
| Inscrits/Participation | Inscrits/Participation | Inscrits/Participation | 473 904      | 74,15        | 473 910      | 74,09       |               |             |              |               |  |

### Résultats par circonscription

#### Première circonscription
- Député sortant : Mickaël Cosson (Mouvement démocrate)

| Candidat                 | Candidat                 | Parti et coalition       | Nuance                   | Premier tour | Premier tour | Second tour | Second tour |
| Candidat                 | Candidat                 | Parti et coalition       | Nuance                   | Voix         | %            | Voix        | %           |
| ------------------------ | ------------------------ | ------------------------ | ------------------------ | ------------ | ------------ | ----------- | ----------- |
|                          | Mickaël Cosson           | MoDem (ENS)              | ENS                      | 21 614       | 32,96        | 27 186      | 41,15       |
|                          | Marion Gorgiard          | LFI (NFP)                | UG                       | 19 926       | 30,38        | 20 845      | 31,78       |
|                          | Françoise Billaud        | RN                       | RN                       | 16 888       | 25,75        | 17 560      | 26,77       |
|                          | Bernard Croguennec       | LR (UDC)                 | LR                       | 3 635        | 5,54         |             |             |
|                          | Aourell Danjou           | LÉA (RAS)                | ECO                      | 1 806        | 2,75         |             |             |
|                          | Alain Le Fol             | LO                       | EXG                      | 671          | 1,02         |             |             |
|                          | Virgine Mattasoglio      | PB (PU)                  | DVC                      | 552          | 0,84         |             |             |
|                          | Hervé Denis              | PT                       | EXG                      | 488          | 0,74         |             |             |
|                          |                          |                          |                          |              |              |             |             |
| Votes valides            | Votes valides            | Votes valides            | Votes valides            | 65 580       | 97,51        | 65 591      | 97,16       |
| Votes blancs             | Votes blancs             | Votes blancs             | Votes blancs             | 1 142        | 1,70         | 1 404       | 2,08        |
| Votes nuls               | Votes nuls               | Votes nuls               | Votes nuls               | 535          | 0,80         | 516         | 0,76        |
| Total                    | Total                    | Total                    | Total                    | 67 257       | 100          | 67 511      | 100         |
| Abstention               | Abstention               | Abstention               | Abstention               | 23 382       | 25,80        | 23 131      | 25,52       |
| Inscrits / participation | Inscrits / participation | Inscrits / participation | Inscrits / participation | 90 639       | 74,20        | 90 642      | 74,48       |

#### Deuxième circonscription
- Députée sortante : Chantal Bouloux (Renaissance), élue en 2022 en tant que suppléante d'Hervé Berville (Renaissance)

| Candidat                 | Candidat                 | Parti et coalition       | Nuance                   | Premier tour | Premier tour | Second tour | Second tour |
| Candidat                 | Candidat                 | Parti et coalition       | Nuance                   | Voix         | %            | Voix        | %           |
| ------------------------ | ------------------------ | ------------------------ | ------------------------ | ------------ | ------------ | ----------- | ----------- |
|                          | Hervé Berville           | RE (ENS)                 | ENS                      | 25 730       | 33,61        | 47 119      | 63,63       |
|                          | Antoine Kieffer          | RN                       | RN                       | 23 707       | 30,96        | 26 935      | 36,37       |
|                          | Jérémy Dauphin           | LÉ (NFP)                 | UG                       | 19 685       | 25,71        | Retrait     | Retrait     |
|                          | Michel Desbois,          | SE (UDC)                 | DVD                      | 5 946        | 7,77         |             |             |
|                          | Logan Maheu              | PB (PU)                  | REG                      | 859          | 1,12         |             |             |
|                          | Lucie Herblin            | LO                       | EXG                      | 636          | 0,83         |             |             |
|                          |                          |                          |                          |              |              |             |             |
| Votes valides            | Votes valides            | Votes valides            | Votes valides            | 76 563       | 97,91        | 74 054      | 94,47       |
| Votes blancs             | Votes blancs             | Votes blancs             | Votes blancs             | 958          | 1,23         | 3 090       | 3,94        |
| Votes nuls               | Votes nuls               | Votes nuls               | Votes nuls               | 676          | 0,86         | 1 244       | 1,59        |
| Total                    | Total                    | Total                    | Total                    | 78 197       | 100          | 78 388      | 100         |
| Abstention               | Abstention               | Abstention               | Abstention               | 26 320       | 25,18        | 26 140      | 25,01       |
| Inscrits / participation | Inscrits / participation | Inscrits / participation | Inscrits / participation | 104 517      | 74,82        | 104 528     | 74,99       |

#### Troisième circonscription
- Député sortant : Marc Le Fur (Les Républicains)

| Candidat                 | Candidat                 | Parti et coalition       | Nuance                   | Premier tour | Premier tour | Second tour | Second tour |
| Candidat                 | Candidat                 | Parti et coalition       | Nuance                   | Voix         | %            | Voix        | %           |
| ------------------------ | ------------------------ | ------------------------ | ------------------------ | ------------ | ------------ | ----------- | ----------- |
|                          | Corentin Le Fur          | LR (UDC)                 | LR                       | 20 520       | 31,96        | 41 619      | 67,97       |
|                          | Odile de Mellon          | RN                       | RN                       | 18 345       | 28,57        | 19 616      | 32,03       |
|                          | Antoine Ravard           | PS (NFP)                 | UG                       | 14 717       | 22,92        | Retrait     | Retrait     |
|                          | Lucas Clément            | RE (ENS)                 | ENS                      | 9 127        | 14,21        |             |             |
|                          | Jean-Pierre Lamour       | LO                       | EXG                      | 451          | 0,70         |             |             |
|                          | Bryan Tyli               | PB (PU)                  | REG                      | 447          | 0,70         |             |             |
|                          | Gabrielle Gatien         | SE                       | DIV                      | 426          | 0,66         |             |             |
|                          | Emmanuel Rouxel          | SE                       | REG                      | 178          | 0,28         |             |             |
|                          |                          |                          |                          |              |              |             |             |
| Votes valides            | Votes valides            | Votes valides            | Votes valides            | 64 211       | 97,90        | 61 235      | 94,26       |
| Votes blancs             | Votes blancs             | Votes blancs             | Votes blancs             | 795          | 1,21         | 2 595       | 3,99        |
| Votes nuls               | Votes nuls               | Votes nuls               | Votes nuls               | 581          | 0,89         | 1 131       | 1,74        |
| Total                    | Total                    | Total                    | Total                    | 65 587       | 100          | 64 961      | 100         |
| Abstention               | Abstention               | Abstention               | Abstention               | 23 834       | 26,65        | 24 461      | 27,35       |
| Inscrits / participation | Inscrits / participation | Inscrits / participation | Inscrits / participation | 89 421       | 73,35        | 89 422      | 72,65       |

#### Quatrième circonscription
- Député sortant : Murielle Lepvraud (La France insoumise)

| Candidat                 | Candidat                 | Parti et coalition       | Nuance                   | Premier tour | Premier tour | Second tour | Second tour |
| Candidat                 | Candidat                 | Parti et coalition       | Nuance                   | Voix         | %            | Voix        | %           |
| ------------------------ | ------------------------ | ------------------------ | ------------------------ | ------------ | ------------ | ----------- | ----------- |
|                          | Noël Lude                | RN                       | RN                       | 19 700       | 34,30        | 23 333      | 45,25       |
|                          | Murielle Lepvraud        | LFI (NFP)                | UG                       | 17 826       | 31,03        | 28 234      | 54,75       |
|                          | Cyril Jobic              | RE (ENS)                 | ENS                      | 17 555       | 30,56        | Retrait     | Retrait     |
|                          | Sylvie Lironcourt        | LO                       | EXG                      | 1 505        | 2,62         |             |             |
|                          | Danielle Le Men          | REC                      | REC                      | 854          | 1,49         |             |             |
|                          |                          |                          |                          |              |              |             |             |
| Votes valides            | Votes valides            | Votes valides            | Votes valides            | 57 440       | 96,31        | 51 567      | 87,27       |
| Votes blancs             | Votes blancs             | Votes blancs             | Votes blancs             | 1 441        | 2,42         | 5 136       | 8,69        |
| Votes nuls               | Votes nuls               | Votes nuls               | Votes nuls               | 757          | 1,27         | 2 385       | 4,04        |
| Total                    | Total                    | Total                    | Total                    | 59 638       | 100          | 59 088      | 100         |
| Abstention               | Abstention               | Abstention               | Abstention               | 21 928       | 26,88        | 22 473      | 27,55       |
| Inscrits / participation | Inscrits / participation | Inscrits / participation | Inscrits / participation | 81 566       | 73,12        | 81 561      | 72,45       |

#### Cinquième circonscription
- Député sortant : Éric Bothorel (Renaissance)

| Candidat                 | Candidat                 | Parti et coalition       | Nuance                   | Premier tour | Premier tour | Second tour | Second tour |
| Candidat                 | Candidat                 | Parti et coalition       | Nuance                   | Voix         | %            | Voix        | %           |
| ------------------------ | ------------------------ | ------------------------ | ------------------------ | ------------ | ------------ | ----------- | ----------- |
|                          | Éric Bothorel            | RE (ENS)                 | ENS                      | 29 479       | 37,81        | 32 463      | 41,21       |
|                          | Marielle Lemaître        | LFI (NFP)                | UG                       | 23 858       | 30,60        | 23 385      | 29,69       |
|                          | Jean-Yves Le Boulanger   | RN                       | RN                       | 22 668       | 29,08        | 22 919      | 29,10       |
|                          | Yann Guéguen             | LO                       | EXG                      | 1 953        | 2,51         |             |             |
|                          |                          |                          |                          |              |              |             |             |
| Votes valides            | Votes valides            | Votes valides            | Votes valides            | 77 958       | 96,59        | 78 767      | 97,04       |
| Votes blancs             | Votes blancs             | Votes blancs             | Votes blancs             | 1 784        | 2,21         | 1 725       | 2,13        |
| Votes nuls               | Votes nuls               | Votes nuls               | Votes nuls               | 971          | 1,20         | 679         | 0,84        |
| Total                    | Total                    | Total                    | Total                    | 80 713       | 100          | 81 171      | 100         |
| Abstention               | Abstention               | Abstention               | Abstention               | 27 048       | 25,10        | 26 586      | 24,67       |
| Inscrits / participation | Inscrits / participation | Inscrits / participation | Inscrits / participation | 107 761      | 74,90        | 107 757     | 75,33       |